# Великі Переліски
Великі Перелі́ски — село в Україні, у Заболотцівській сільській громаді Золочівського району Львівської області. До 2015 орган місцевого самоврядування — Заболотцівська сільська рада, якій підпорядковані села Великі Переліски, Заболотці, Малі Переліски, Висоцько та Лугове. Населення становить 28 осіб.

## Географія
Відстань до Бродів становить 19 км, що проходить автошляхом місцевого значення. Відстань до найближчої залізничної станції Заболотці становить 5 км.

## Історія
7 липня 2015 року утворена Заболотцівська сільська громада, до складу якої увійшло с. Великі Переліски. 
12 червня 2020 року, відповідно до розпорядження Кабінету Міністрів України № 718-р «Про визначення адміністративних центрів та затвердження територій територіальних громад Львівської області», село увійшло до складу Заболотцівської сільської громади.
19 липня 2020 року, в результаті адміністративно-територіальної реформи та ліквідації Бродівського району, село увійшло до складу новоствореного Золочівського району.